# История на Гана
Гана е първата същинска държава в Африка.
Повечето африканци живеели в племенни общности и обитавали малки поселища, но пред населението на Гана, която била център на търговия със злато, се открили нови възможности.
Някогашното царство Гана се намирало далеч по на север от днешната африканска държава Гана. То възникнало през 4 век, когато африканските племена сонинке били управлявани от берберския род Мага от Мароко. Берберите прекосявали Сахара с камилски кервани и търгували със сонинките, като купували злато и предлагали сол. Когато през 7 век арабите завладели Северна Африка, търговията със злато се оживила и Гана се превърнала във важен търговски център.
През 770 г. сонинките прогонили Мага и 2 десетилетия по-късно, при управлението на Кая Магхан Сис, създали своя държава. Столицата на Гана бил град Коумби Салех, в който търгували арабите и берберите. През 9 век арабските търговци наричали Гана „Земята на златото“. Жълтият метал идвал от юг и запад – от Ашанти и Сенегал, и търговските кервани го пренасяли на север и изток – към Мароко, Либия и Аксум, а оттам – до Европа и Азия. Най-голям разцвет Гана достигнала през 10 век, когато търговията с двата ценни продукта – злато и сол – преминали изцяло под неин контрол. Тя била средище и на търговията с вълнени платове и скъпоценности от Европа, както и на кожени изделия и роби от юг.
През 990 г. Гана завладяла съседното берберско царство Одагхост, но през 1076 г. била покорена от Алморавидите. През 1147 г. Алморавидите били свалени от власт, Гана успяла да извоюва независимостта си и навлязла отново в период на възход.
През 1240 г. територията на царството влиза в новата африканска държава Мали.